# آلینا بز
آلینا بوز (به ترکی استانبولی: Alina Boz) (زاده ۱۴ ژوئن ۱۹۹۸) بازیگر زن اهل ترکیه است.

## اوایل زندگی
آلینا بوز در ۱۴ ژوئن ۱۹۹۸ در مسکو، روسیه متولدشد. مادر وی روس و پدرش مهاجر ترک از بلغارستان و ساکن روسیه است. آلینا یک برادر کوچک تر از خود دارد و مادر وی عکاس می باشد.او هفت ساله بود که خانواده‌اش به دلیل شغل جدید پدرش به ترکیه نقل مکان کردند. او در آنجا زبان ترکی را آموخت و در دبستان تحصیل‌کرد. او در دبیرستان خصوصی هواپیمایی Gkjet تحصیل‌کرد. او فعالیت رقص خود را در تئاتر رقص آغازکرد. قبل از شروع حرفه بازیگری، او در تبلیغات و مجلات کارمی‌کرد.

## حرفه
او کار بازیگری خود را در سریال Cesur Hemşire در سال ۲۰۱۳ در نقش Canan آغاز کرد. در سال ۲۰۱۴، او در سریال Paramparça در نقش Hazal به همراه بازیگر نور گل یشیلچای کار کرد. در سال ۲۰۱۶، او در فیلم Kaçma Birader در نقش ملیس کهواجی ظاهرشد.
در سال ۲۰۱۷، او در فیلم Böluk نقش داشت.
در سال ۲۰۱۷، او در سریال Sevdanın Bahçesi در نقش Defne کار کرد. در سال ۲۰۱۸، وی در سریال Vatanım Sensin در نقش شاهزاده خانم آناستازیا رومانوا انتخاب شد و در همان سال نقش اصلی را در سریال Elimi Bırakama داشت.
او در سری اصلی عشق ۱۰۱ نقش اصلی را داشت و شخصیت «ادا» را به تصویر کشید.
و در سال ٢٠٢١ در سریال موفق maraşlı به همراه بوراک دنیز نقش"ماهور" را ایفا کرد.

## زندگی شخصی
در سال ۲۰۱۵، او شروع به دیدار با بوراک یوروک بازیگر ترک کرد و آنها در سال ۲۰۱۷ از هم جدا شدند.
وی از سال ۲۰۱۸ با پسر سزن آکسو، میتهات جان اوزر در رابطه بود.
 آلینا در سال ۲۰۲۳، بعد از پنج ماه رابطه با امید اویرگن، کارگردان مطرح ترکیه ای، ازدواج کرد.

## فیلم‌شناسی
| فیلم        | فیلم                    | فیلم                    |
| سال         | عنوان                   | نقش                     |
| ----------- | ----------------------- | ----------------------- |
| ۲۰۱۶        | Kaçma Birader           | ملیس کهواچی             |
| ۲۰۱۷        | بولوک                   |                         |
| تلویزیون    |                         |                         |
| سال         | عنوان                   | نقش                     |
| ۲۰۱۳        | سزار همشایر             | کنان                    |
| ۲۰۱۴–۲۰۱۷   | گوزل (مجموعه تلویزیونی) | غزل                     |
| ۲۰۱۷        | وطنم تویی               | پرنسس آناستازیا رومانوا |
| ۲۰۱۷        | سودانین باهچسی          | تعریف کردن              |
| ۲۰۱۸–۲۰۱۹   | دستم را رها نکن         | آزرا گونش / آزرا چلن    |
| ۲۰۲۰-۲۰۲۱   | ماراشلی                 | ماهور                   |
| سریال‌های وب |                         |                         |
| سال         | عنوان                   | نقش                     |
| ۲۰۲۰–       | عشق ۱۰۱                 | ادا                     |

[سریال داستان یک پری]2022 :تاریخ اکران